# Тайсугановское сельское поселение
Тайсугановское се́льское поселе́ние — муниципальное образование в Альметьевском районе Татарстана Российской Федерации.
Административный центр — село Тайсуганово.
Председатель Тайсуганово - Семенов Артем

## История
Статус и границы сельского поселения установлены Законом Республики Татарстан от 31 января 2005 года № 9-ЗРТ «Об установлении границ территорий и статусе муниципального образования "Альметьевский муниципальный район" и муниципальных образований в его составе».

## Население
| 2010  | 2011  | 2012  | 2013  | 2014  | 2015  | 2016  |
| ----- | ----- | ----- | ----- | ----- | ----- | ----- |
| 1229  | →1229 | ↗1251 | ↘1233 | ↗1264 | ↘1235 | ↘1227 |
| 2017  | 2018  |       |       |       |       |       |
| ↗1248 | ↘1233 |       |       |       |       |       |

## Состав сельского поселения
| № | Населённый пункт | Тип населённого пункта       | Население |
| - | ---------------- | ---------------------------- | --------- |
| 1 | Тайсуганово      | село, административный центр | ↗1248     |